# B-side
En b-side er en sang/musiknummer, der er udgivet på "den anden side" af en vinyl-single, hvor den primære side (a-siden) udgjorde singlens primære sang. Pladeselskabet/artisten markedsførte primært a-siden, og b-siden var derfor oftere mindre eksponeret. 
Efter at vinylplader blev afløst af CD har b-sider mistet sproglig mening, da der herefter ikke længere et to fysiske sider med musik på mediet. Begrebet b-side benyttes dog om numre på en CD-single, der ikke navngiver singlen. 
Et b-side-album er et album, der udelukkende indeholder b-sider eller outtakes.

## Eksempel
Et band indspiller et album, og indspiller 25 sange til albummet. De skal dog kun bruge 14 af sangene til udgivelsen af albummet. For at støtte albummet udgiver bandet (og pladeselskabet) en række singler med sange fra albummet, således at radiostationer kan spille disse singler. For at gøre singlerne mere eftertragtede for fans (der måske i forvejen har albummet) lægger man en eller flere af de "overskydende" sange, der ellers ikke var blevet udgivet, på singlen. Disse kaldes for b-sider. Som b-sider kan også udgives live-indspilninger af enten A-siden eller andre sange. I dag bruges begrebet også om bonus-tracks på cd-singler. 
Yderligere kalder man ofte de sange, der ikke kom med på albummet, og heller ikke kom med på nogle af singlerne, for outtakes.
B-sider kan dog også være ganske indbringende. Da Cæsars single Storkespringvandet havde solgt hvad den kunne, blev der byttet om på A- og B-siden. Forsiden hed nu "Jorden i Flammer" og singlen solgte yderligere 45.000 eksemplarer.
Der findes endvidere en lang række eksempler på, at en oprindelig B-side blev mere populær end A-siden. The Beatles indførte i 1965 den såkaldte "dobbelt A-side", hvor singlen ikke var opdelt i A- og B-side (primær og sekundær sang), men derimod to ligeværdige sange, hvilken praksis blev fulgt af bl.a. Elvis Presley. 

## Brug
En b-side kan være
- en anderledes version af singlen (måske instrumental eller a capella)
- en sang fra de albumindspilningerne, der ikke kom med på albummet
- et remix
- et cover (genindspilning af et andet bands sang)
- en sang fra bagkataloget indspillet live